# Marika Carlsson
Marika Aychesh Carlsson, född 19 mars 1973 i Etiopien, är en svensk komiker.

## Biografi
Marika Carlsson föddes som Aychesh och hittades under sitt första år livlös i ett dike av svenska hjälparbetare under den svåra etiopiska svältkatastrofen. De lyckades väcka henne till liv, varefter hon två år gammal blev adopterad till Sverige av en far som är frikyrkopredikant och en mor som är sjuksköterska. Efter de första åren i Mönsterås flyttade familjen till Lund, där hon gick i skola, påbörjade teologistudier och sedan arbetade som undersköterska, innan hon började arbeta som standup-komiker. Hon har bland annat medverkat i 100% i TV4 och Stockholm Live. Våren 2009 medverkade hon i tv-programmet Grillad och hösten 2010 i Parlamentet.
2010–2014 turnerade hon med sin självbiografiska standup-föreställning En negers uppväxt, som utgår från hennes erfarenheter som adoptivbarn och vuxen med mobbning, rasism, identitetssökande, dråpliga händelser och vardagskomik. Valet av titel väckte stor uppmärksamhet. Hon utsattes för hotelser och blev till och med anmäld till Justitiekanslern för "hets mot folkgrupp", vilket hon också skojade om i sin föreställning med förklaringen att det var så hon blivit kallad och tillropad under hela sin uppväxt. I september 2015 visades föreställningen i Sveriges Television. Carlsson har även uppträtt på radio. 2012 var hon värd i Sommar i P1 och 2022 i Sommar & Vinter i P1. Mellan 2014 och 2016 ledde hon på fredagar radioprogrammet Marika i P4. 
Hon håller även föreläsningar om bland annat kroppsspråk, konsten att framträda och livsinspiration. Åren 2006 och 2012 utsågs hon till "Årets kvinnliga komiker" vid Svenska Stand up-galan.
År 2019 var hon programledare för Melodifestivalen tillsammans med Sarah Dawn Finer, Kodjo Akolor och Eric Saade.

## TV och radio
- 2010 – Parlamentet
- 2012 – Sommar i P1 (radioprogram)

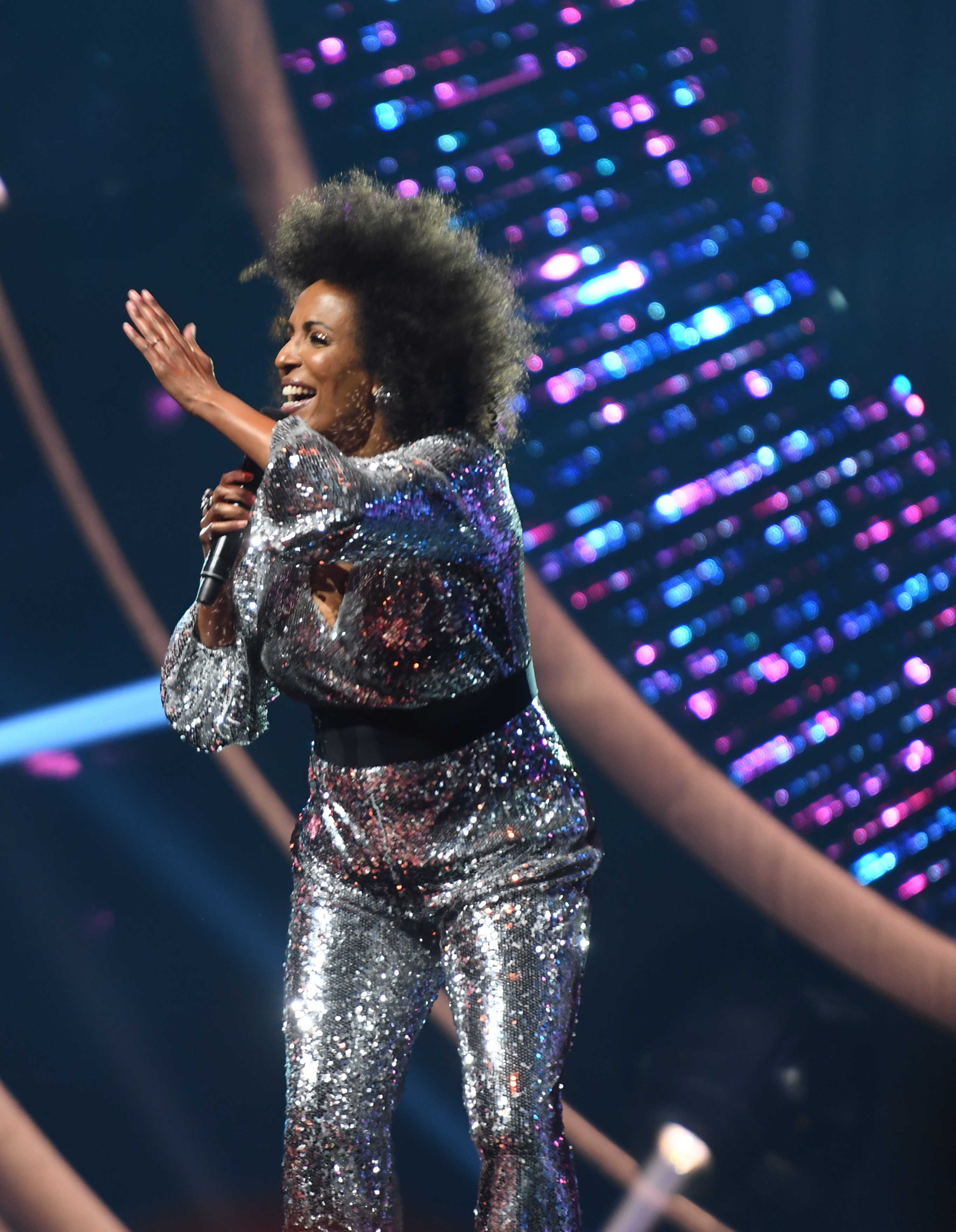
Marika Carlsson programleder Melodifestivalen 2019, deltävling 1, Scandinavium, Göteborg.

- 2014–2016 – Marika i P4 (radioprogram)
- 2016 – Syrror (TV-serie)
- 2018 – Bäst i test (TV-program)
- 2018 – Släng dig i brunnen
- 2019 – Melodifestivalen
- 2019 – En negers uppväxt
- 2020 – Dejta (TV-serie)
- 2020 – Tillsammans med Strömstedts
- 2021 – Jag är Gud (TV-serie)
- 2020 – Mirakel (TV-serie)
- 2022 – Stjärnorna på slottet
- 2023 – Smalast när man dör vinner